# Bulgarian International 2007
Die Bulgarian International 2007 im Badminton fanden vom 3. bis zum 7. Oktober 2007 in Sofia statt.

## Medaillengewinner
| Disziplin    | Gold                             | Silber                               | Bronze                             |
| ------------ | -------------------------------- | ------------------------------------ | ---------------------------------- |
| Herreneinzel | Jan Fröhlich                     | Kevin Cordón                         | Petr Koukal                        |
| Herreneinzel | Jan Fröhlich                     | Kevin Cordón                         | Pablo Abián                        |
| Dameneinzel  | Petya Nedelcheva                 | Anna Rice                            | Rachel Howard                      |
| Dameneinzel  | Petya Nedelcheva                 | Anna Rice                            | Susan Hughes                       |
| Herrendoppel | Robert Mateusiak Michał Łogosz   | Erwin Kehlhoffner Svetoslav Stoyanov | Alexandr Nikolaenko Vitaliy Durkin |
| Herrendoppel | Robert Mateusiak Michał Łogosz   | Erwin Kehlhoffner Svetoslav Stoyanov | William Milroy Mike Beres          |
| Damendoppel  | Nina Vislova Valeria Sorokina    | Haw Chiou Hwee Lim Pek Siah          | Atanaska Spasova Maya Dobreva      |
| Damendoppel  | Nina Vislova Valeria Sorokina    | Haw Chiou Hwee Lim Pek Siah          | Weny Rahmawati Elodie Eymard       |
| Mixed        | Alexandr Nikolaenko Nina Vislova | Svetoslav Stoyanov Elodie Eymard     | Vitaliy Durkin Valeria Sorokina    |
| Mixed        | Alexandr Nikolaenko Nina Vislova | Svetoslav Stoyanov Elodie Eymard     | Stilian Makarski Diana Dimova      |